# Théâtre Gérard-Philipe (Frouard)
Pour l’article homonyme, voir Théâtre Gérard-Philipe (Saint-Denis).
 (mai 2010).
Si vous disposez d'ouvrages ou d'articles de référence ou si vous connaissez des sites web de qualité traitant du thème abordé ici, merci de compléter l'article en donnant les références utiles à sa vérifiabilité et en les liant à la section « Notes et références ».
Le théâtre Gérard-Philipe de Frouard (Meurthe-et-Moselle) est une salle de spectacle française. 
Bien que la marionnette et le théâtre d’objets soient les disciplines les plus présentes et notamment au travers du festival international Geo-Condé, le Tgp, lors de sa gestion par L'ACVL, est resté fidèle à l’aspect pluridisciplinaire : théâtre, danse, musique instrumentale et chant, cirque, photographies, conférences et même magie.

## Festival Geo-Condé
Tous les deux ans, le théâtre Gérard-Philipe   organisait un festival international autour des arts de la marionnette et du théâtre d'objet.
Pour toucher tous les publics, ce festival alternait les représentations scolaires et les «tout public», les grandes formes présentées au TGP et les petites permettant un rapport à la scène plus intime dans les salles du bassin du Val de Lorraine.
Avec 2 300 spectateurs pour la première édition en avril 2007, 3 000 spectateurs pour la seconde en avril 2008 (92 % de remplissage) et sa dimension internationale, le festival Geo-Condé s’est imposé dans le paysage des festivals européens consacré aux formes animées. Les formes animées regroupent les spectacles de marionnettes, le théâtre d’objets et d’une façon générale toutes les formes artistiques hybrides qui mettent en scène des marionnettes ou des objets. On parle aussi d’art visuel. Derrière les objets, il y a des manipulateurs, des plasticiens, des metteurs en scène, des scénographes, des techniciens du milieu artistique. L’objectif principal du festival reste de faire découvrir au public du bassin de Pompey, du Val de Lorraine et de la région lorraine un panorama des créations contemporaines dans le domaine des formes animées.
Le festival 2010 a compris une vingtaine de spectacles. Cette édition a rassemblé des formes très diverses (marionnettes, objets, ombres et formes visuelles diverses) et s’adressant à des publics différents. Dans la même logique, les artistes sont issus de différents courants artistiques et de différents pays. 
Depuis que le TGP est devenu théâtre municipal, L'Association  ACVL (Action Culturelle du Val de Lorraine) poursuit cet héritage et organise tous les deux ans le festival Geo Condé "hors les murs", sur les quatre communautés de communes du Val de Lorraine. En 2019, l'édition « Geo Condé roule ! » a réuni plus de 2000 spectateurs, l'édition 2021 "Défi Geo Condé" devait avoir lieu du 1er au 10 octobre 2021.

### Georges Condé
Georges Condé, dit Geo Condé (prononcer Jo Condé), est né le 25 juin 1891 à Frouard. Très tôt, il pratique la marionnette, la peinture et la musique. Alors qu'il est âgé d'une dizaine d'années, son théâtre de papier éclairé à la bougie manque de mettre le feu à la maison familiale.
Après des études d’architecture à Bruxelles, et une solide formation de pianiste, il devient aviateur durant la Grande Guerre. Après sa démobilisation, il entre à l'École nationale supérieure d'art de Nancy. Il y est l'élève de Victor Prouvé. Il continue à peindre en inventant un curieux mouvement pictural : le rondisme. En 1922, au moment du rachat de l'entreprise Keller & Guérin par la famille Fenal, il intègre le groupe Faïencerie de Lunéville-Saint-Clément et Badonviller comme modéliste en même temps que les frères Mougin. Il en devient progressivement le directeur artistique jusqu’en 1939, date à laquelle il est mobilisé. Ses modèles en faïence (vases, figurines, bestiaire et vaisselle), dans la tendance Art déco, sont aujourd’hui recherchés par les collectionneurs.
Après s'être associé à la création, en 1934, d'un théâtre de marionnettes au Groupe des étudiants catholiques (GEC) de Nancy, il crée sa compagnie le « Théâtre de la Maison de Lorraine ». C’est ainsi qu’en 1941, il forme Jacques Félix (futur créateur des Comédiens de chiffons et du Festival mondial des théâtres de marionnettes de Charleville-Mézières) aux techniques de la marionnette. Sa compagnie proposera des spectacles de marionnettes à gaines et à fils pour tous les âges jusque dans les années 1960. Il continuera à peindre jusqu’à la fin de sa vie, soit jusqu’en 1980.